# Función social de la propiedad
La función social de la propiedad es un concepto jurídico que limita el carácter absoluto y exclusivo del derecho de propiedad -de inspiración liberal e individualista- y lo sujeta al bien común. El concepto integra un grupo conceptual mayor señalado por la idea de "lo social" y guiado por el objetivo de la justicia social. Su surgimiento data de comienzos del siglo XX, ligado a la problemática de la "cuestión social" y su emergente el Derecho obrero, también conocido como Derecho social. Fue desarrollado inicialmente por el pensador francés Léon Duguit en 1911. La socialdemocracia, el peronismo y la doctrina social de la Iglesia han incorporado la noción a sus concepciones.

## Descripción

### La propiedad absoluta napoleónica
Tradicionalmente se ha definido el derecho de propiedad como el derecho de disfrutar, usar y abusar de una cosa. El artículo 544 del Código de Napoleón (1804) lo formula utilizando la expresión "absoluta":

La propiedad es el derecho de gozar y disponer de las cosas de la manera más absoluta, con tal que no se haga un uso de las mismas prohibido por las leyes o los reglamentos.

### Duguit
Con algunos antecedentes imprecisos, fue Léon Duguit quien llevó a primer plano y difundió ampliamente la noción de "función social de la propiedad". Su origen está fechado en 1911, a partir de una serie de conferencias que Duguit dio en agosto y septiembre de ese año, en la Facultad de Derecho de la Universidad de Buenos Aires -una de las cuales se tituló "La propiedad función social"- que luego dieron lugar al libro Las transformaciones generales del Derecho Privado desde el Código de Napoleón (1912).
Duguit explicó en la mencionada conferencia que el Derecho francés originado por la Revolución francesa tuvo una "obsesión anti-feudalista" que lo llevó a eliminar todo componente familiar en la organización de la institución de la propiedad, tornándolo individual, con el fin de suprimir la nobleza y los feudos europeos. "De esta manera, se hizo del propietario una especie de soberano y la propiedad fue considerada un derecho sagrado e inviolable". Así lo define la Declaración de los Derechos del Hombre y del Ciudadano francesa (1789):

Artículo 17: La propiedad es un derecho inviolable y sagrado...
Declaración de los Derechos del Hombre y del Ciudadano

El individualismo napoleónico se apoyaba a su vez en la idea de autonomía absoluta de la voluntad y la afirmación de un yo absoluto que Max Stirner dio forma en el libro El único y su propiedad. Además de absoluto, el derecho de propiedad fue exclusivo, en el sentido que habilitaba la exclusión de cualquier persona que el propietario no autorizara. Por esta razón el Código Civil de Napoleón fue llamado "el Código del propietario".
La formulación individualista francesa pasó en el siglo XIX, del Código de Napoleón a prácticamente todos los códigos civiles del mundo, con pocas variaciones. El Código Civil argentino (1871), por ejemplo, incluía textualmente los derechos del propietario a "desnaturalizar, degradar o destruir" la cosa (art. 2513).
Duguit fue el primero en señalar con claridad que el poseedor de una cosa cuyo derecho sobre ella está protegido por la sociedad en que vive, tiene la obligación de emplear esa propiedad en beneficio de la sociedad que lo protege. La crítica de Duguit al concepto napoleónico de la propiedad, comienza por negar que la misma sea un derecho subjetivo de un individuo, para sostener que la propiedad es una función social. Ya en 1911 Duguit sostenía que concebir a la propiedad como un derecho subjetivo llevaba a la "propiedad-especulación", que debía ser superada por la "propiedad-función".
Duguit analiza las consecuencias económicas de entender la propiedad como un derecho y pone el ejemplo del propietario de tierras que nos las trabaja, o el propietario de una casa que no la alquila o que deja que su propiedad se vuelva improductiva. Duguit sostiene que en una sociedad todas las personas tienen la obligación de contribuir y desempeñar una función. La propiedad, dice es precisamente la función social del poseedor de riquezas:

(El propietario) está, pues, obligado socialmente a realizar esta tarea, y no será protegido socialmente más que si la cumple y en la medida que la cumpla.
Léon Duguit

En su concepción de la propiedad como función social, Duguit recurre al concepto de "solidaridad social" de Emile Durkheim, -denominándola "interdependencia social"- que este último ubica como fundamento del Derecho. Complementariamente Duguit rechaza la noción clásica de Estado como "imperio" y "dominio", para concebirlo como "servicio público", noción equivalente a "función social".

### Recepción legal
La noción de "función social de la propiedad" fue receptada por la Constitución alemana de Weimar de 1919:

Artículo 153:... La propiedad obliga. Su utilización debe servir al bien de la comunidad.

La reforma constitucional argentina de 1949 -derogada en 1955-, conocida como la constitución peronista, incluyó la noción en el artículo 38:

Artículo 38 - La propiedad privada tiene una función social y, en consecuencia, estará sometida a las obligaciones que establezca la ley con fines de bien común.

La Constitución Política de la República de Chile de 1925 incorporó la función social de la propiedad, tras una reforma constitucional promulgada en 1967:

Artículo 10. La Constitución asegura a todos los habitantes de la República: (...)
10.º El derecho de propiedad en sus diversas especies.
La ley establecerá el modo de adquirir la propiedad, de usar, gozar y disponer de ella y las limitaciones y obligaciones que permitan asegurar su función social y hacerla accesible a todos. La función social de la propiedad comprende cuanto exijan los intereses generales del Estado, la utilidad y salubridad públicas, el mejor aprovechamiento de las fuentes y energías productivas en el servicio de la colectividad y la elevación de las condiciones de vida del común de los habitantes.

Noción que se ha mantenido en la actual Constitución Política de Chile, aunque con ciertas modificaciones:

Artículo 19.- La Constitución asegura a todas las personas: (...)
24º.- El derecho de propiedad en sus diversas especies sobre toda clase de bienes corporales o incorporales.
Sólo la ley puede establecer el modo de adquirir la propiedad, de usar, gozar y disponer de ella y las limitaciones y obligaciones que deriven de su función social. Esta comprende cuanto exijan los intereses generales de la Nación, la seguridad nacional, la utilidad y la salubridad públicas y la conservación del patrimonio ambiental.

La Constitución española de 1978 recepta la función social de la propiedad en su artículo 33:

Artículo 33.
1. Se reconoce el derecho a la propiedad privada y a la herencia.
2. La función social de estos derechos delimitará su contenido, de acuerdo con las leyes.

La circulación de esta doctrina en Latinoamérica puede ser rastreada a partir de su inclusión en las constituciones del periodo:

El código civil colombiano (1887), que toma como base el código civil chileno, concibe el derecho de propiedad del modo típico del liberalismo, es decir, como un derecho subjetivo y absoluto. Hacia 1936, las reformas constitucionales introducen además de la protección de la propiedad, la noción de la función social, incluyendo el interés social y el uso público como criterios que permiten la expropiación. En base a esta cláusula se le otorgaba al poder ejecutivo la posesión de tierras no utilizadas, y la autoridad para resolver disputas sobre la posesión de tierras. Por su parte, la constitución boliviana de 1967 reconoce que la propiedad debe ser coherente con el interés nacional, y la constitución de Venezuela de 1961 declara que la propiedad tiene una función social.

Todos estos registros dan cuenta de que la doctrina de la función social de la propiedad se extendió por diversos textos constitucionales latinoamericanos durante el siglo XX, facilitando procesos de distribución de tierras agrícolas y permitiendo la formulación temprana de derechos sociales como seguridad social, educación y seguros laborales

### Doctrina social de la Iglesia
La Doctrina Social de la Iglesia se identifica con la noción de función social de la propiedad, sobre todo después del Concilio Vaticano II. El mismo fue expresado claramente en la encíclica Populorum Progressio del Papa Paulo VI, de marzo de 1967:

La propiedad privada no constituye para nadie un derecho incondicional y absoluto. No hay ninguna razón para reservarse en uso exclusivo lo que supera a la propia necesidad, cuando a los demás les falta lo necesario. En una palabra: el derecho de la propiedad no debe jamás ejercitarse con detrimento de la utilidad común, según la doctrina tradicional de los Padres de la Iglesia y de los grandes teólogos.
Paulo VI, Populorum Progressio

El Compendio de la Doctrina Social de la Iglesia realizado por el Pontificio Consejo para la Justicia y la Paz de la Santa Sede en 2004, incluye la noción de "función social de la propiedad" en una noción más amplia de "función social del sector privado y de todas las posesiones", incluyendo la empresa, con la vista puesta en el "destino universal de los bienes" y la opción por los pobres:

177. La tradición cristiana nunca ha aceptado el derecho a la propiedad privada como absoluto e intocable: « Al contrario, siempre lo ha entendido en el contexto más amplio del derecho común de todos a usar los bienes de la creación entera: el derecho a la propiedad privada como subordinada al derecho al uso común, al destino universal de los bienes ». El principio del destino universal de los bienes afirma, tanto el pleno y perenne señorío de Dios sobre toda realidad, como la exigencia de que los bienes de la creación permanezcan finalizados y destinados al desarrollo de todo el hombre y de la humanidad entera. Este principio no se opone al derecho de propiedad, sino que indica la necesidad de reglamentarlo. La propiedad privada, en efecto, cualquiera que sean las formas concretas de los regímenes y de las normas jurídicas a ella relativas, es, en su esencia, sólo un instrumento para el respeto del principio del destino universal de los bienes, y por tanto, en último análisis, un medio y no un fin.
178. La enseñanza social de la Iglesia exhorta a reconocer la función social de cualquier forma de posesión privada, en clara referencia a las exigencias imprescindibles del bien común...